# 尼卡諾爾 (卡山德的將軍)
尼卡諾爾（希臘語：Νικάνωρ ,?—前318年），卡山德麾下的馬其頓將軍。
前319年，帝國攝政安提帕特剛剛去世，卡山德立刻秘密派遣尼卡諾爾前去控制馬其頓在阿提卡境內穆尼基亞（Munichia）的駐軍，尼卡諾爾到達時安提帕特的死訊還尚未傳到，他輕易就取代麥尼拉斯（Menyllus）的職務，取得這座要塞的控制權，之後雅典人依照新任帝國攝政波利伯孔的政令，要求穆尼基亞的馬其頓駐軍撤離，但尼卡諾爾決定拒絕移交要塞。然而，尼卡諾爾與雅典的福基翁（Phocion）建立友好關係，並透過他來與雅典人進一步協商，雅典人此時仍要求移交要塞，但尼卡諾爾卻欺騙他們，在趁機突襲比雷埃夫斯，並在那裏駐守一支堅強的駐軍，並公開宣布這兩座要地所有權歸屬於卡山德。
當時奧林匹亞絲與波利伯孔關係密切，她們兩人命令尼卡諾爾的軍隊撤出要塞，被尼卡諾爾拒絕。隨後前318年，波利伯孔之子亞歷山大率領一支龐大的軍隊來到阿提卡境內，同樣如此要求撤出，但尼卡諾爾依然篤定堅守。直到不久後，卡山德帶著軍隊和35艘戰船到來，尼卡諾爾把比雷埃夫斯獻給卡山德，自己仍統領穆尼基亞要塞。
而後，卡山德派遣他率領艦隊前去達達尼爾海峽，與安提柯的艦隊合軍。然而在與波利伯孔艦隊司令克利圖斯初次交戰中慘遭失利，但在安提柯的突襲下，克利圖斯的艦隊遭到聯合艦隊徹底擊敗，其艦隊被摧毀。當尼卡諾爾凱旋回到雅典，受到卡山德極高榮譽對待，並讓他繼續擔任穆尼基亞的指揮官。
但尼卡諾爾這場勝利讓他開始高傲，也使卡山德開始懷疑他，終使卡山德不安下決定要除去尼卡諾爾。卡山德逮捕了尼卡諾爾，在馬其頓軍中公審後，處死了他。